# Chilostoma amorgia
Chilostoma amorgia is een slakkensoort uit de familie van de Helicidae. De wetenschappelijke naam van de soort is voor het eerst geldig gepubliceerd in 1889 door Westerlund.